# Yambo (escritor)
Yambo, seudónimo de Enrico de’ Conti Novelli da Bertinoro (5 de junio de 1876 - 29 de diciembre de 1943), fue un escritor, ilustrador y periodista italiano
Personalidad ecléctica, fue uno de los autores destacados en la literatura popular italiana. Gracias a su producción de narrativa fantástica y de aventuras, publicada sobre todo en revistas, es considerado uno de los precursores de la ciencia ficción italiana.

## Biografía
De familia noble con raíces en San Marino, era hijo del gran actor Ermete Novelli. Inició su carrera como periodista e ilustrador: alrededor de 1894 colaboraba ya en La Sera de Milán, donde en sus notas insertaba sus «títeres» como el mismo los llamaba. Pupazzetto (en italiano «títere») fue incluso el nombre de la publicación mensual ilustrada que fundó en Roma en 1901. Colaboró además con Il Novellino, antes de ir al diario florentino La Nazione.
La principal actividad de Yambo fue sin embargo la de escritor para niños. Su principal obra es posiblemente Las aventuras de Ciuffettino (1902), y entre sus obras destacan Dos años en velocípedo, Gomitolino, El monito verde, Los héroes del Gladiador y Capitán Fanfara. 
Murió de un ataque cardíaco en 1943, durante un bombardeo aéreo de Florencia. Está sepultado en el cementerio de Soffiano.

## Influencia cultural
Yambo es el nombre del protagonista del libro de  Umberto Eco La misteriosa llama de la reina Loana.

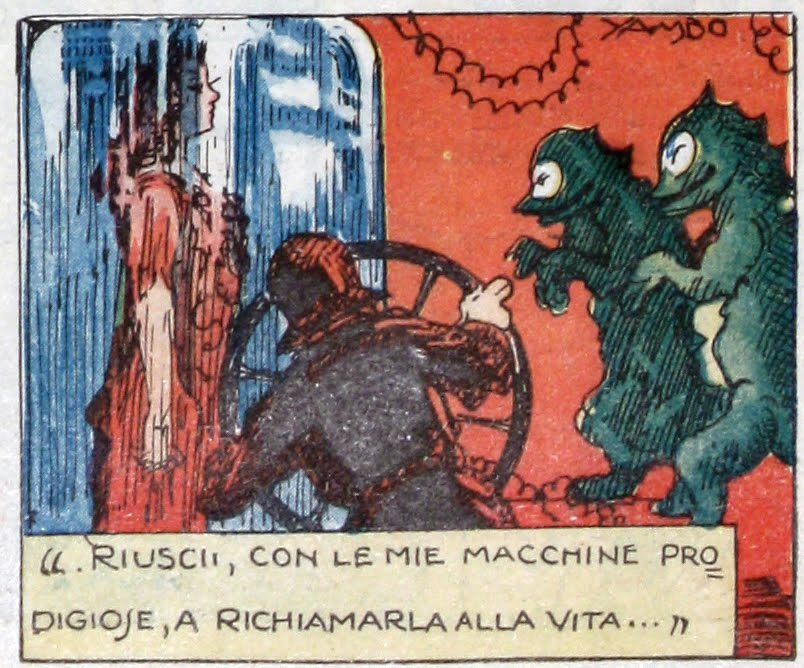
Viñeta de la historieta de Yambo Los hombres verdes (Gli uomini verdi, 1935). "Conseguí, con mis máquinas prodigiosas, devolverla a la vida..."